# Riu Surinam

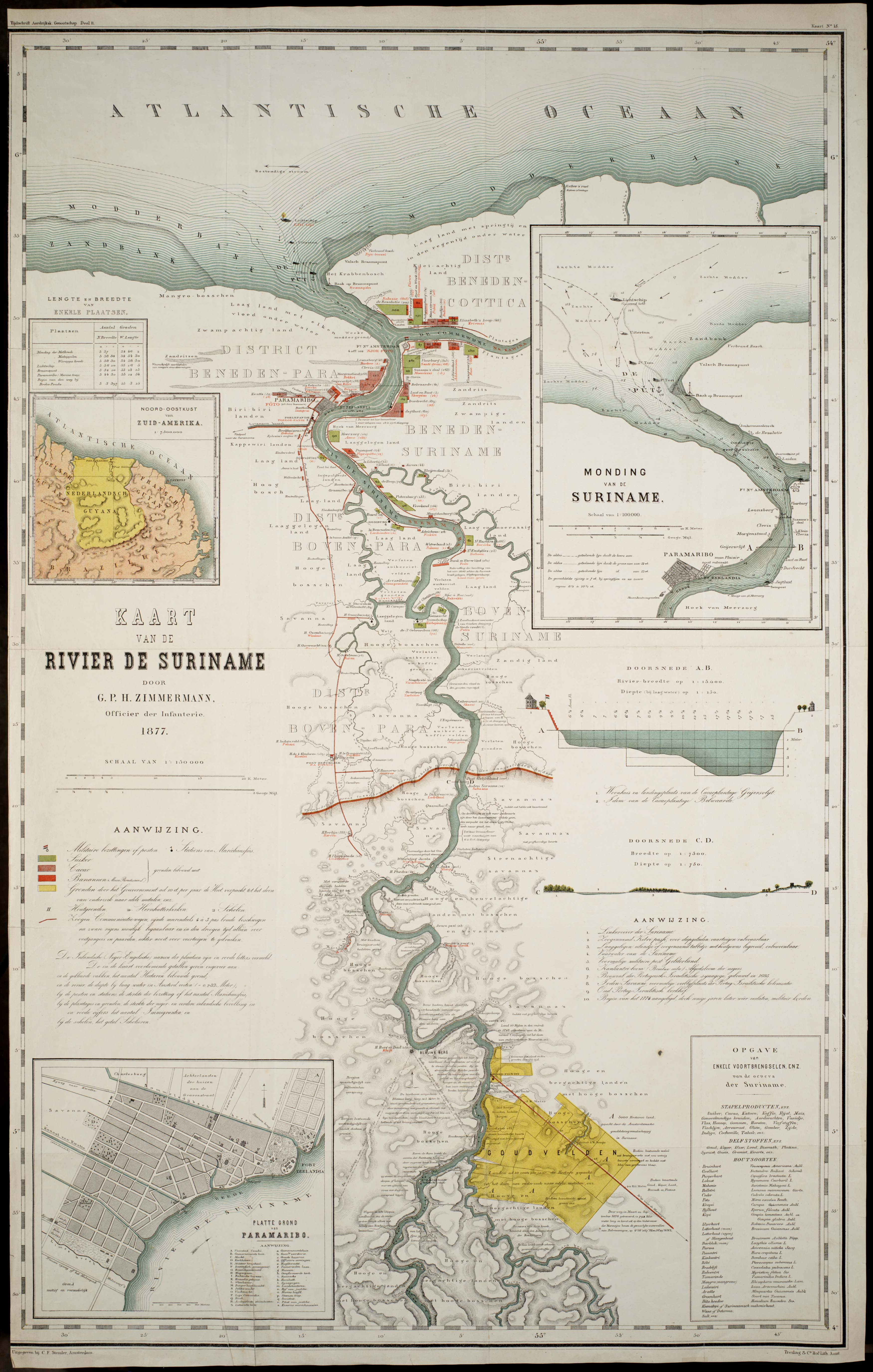
Mapa del riu Surinam el 1877 per GPH Zimmerman.

Mapa del riu Surinam

El riu Surinam (neerlandès: Surinamerivier) té 480 km de llargada i travessa el país de Surinam. Les seves fonts es troben a les terres altes de la Guaiana, a la frontera entre les muntanyes de Wilhelmina i les muntanyes d'Eilerts de Haan (on es coneix com el Gran Rio). El naixement del riu Surinam superior es troba a la confluència del Gran Rio i el Pikin Rio prop del poble de Goddo. El riu continua poc després de l'embassament al llarg de Brokopondo com el riu Baix Surinam. Després flueix Berg en Dal, les comunitats de migrants Klaaskreek i Nieuw-Lombé, Jodensavanne, Carolina, Ornamibo i Domburg, abans d'arribar a la capital Paramaribo a la riba esquerra i Meerzorg a la riba dreta. A Nieuw-Amsterdam s'hi uneix el Commewijne i immediatament després a l'arena Braamspunt desemboca a l'oceà Atlàntic.
El riu té diversos conjunts de ràpids, així com algunes preses, la més gran dels quals és la presa d'Afobaka. El cabal del riu és interromput per l’embassament de Brokopondo, que divideix, per tant, el riu en dos trams. La secció aigües amunt discorre gairebé completament pel districte de Sipaliwini, i la secció aigües avall passa pels districtes de Brokopondo, Para, Commewijne, Wanica i Paramaribo.

## Etimologia
El nom de Surinam pot derivar d'un poble indígena anomenat Surinen, que habitava la zona en el moment del contacte europeu.
Les primeres fonts europees donen variants de "Surinam" com a nom del riu. Lawrence Kemys va escriure a la seva Relació del segon viatge a Guaiana sobre el pas d'un riu anomenat Shurinama. El 1598, una flota de tres vaixells holandesos que visitaven la Costa Salvatge esmenta el pas del riu Surinamo. El 1617, un notari holandès va escriure el nom del riu en el qual havia existit un lloc comercial holandès tres anys abans com a Surrenant. El navegant holandès David Pietersz. de Vries va escriure que va remuntar el riu Sername el 1634 fins que hi va trobar la colònia anglesa; la vocal terminal es va mantenir en les futures grafies i pronunciacions holandeses. El 1640, un manuscrit espanyol titulat "Descripció general de tots els dominis de la seva majestat a Amèrica" va anomenar el riu Soronama. El 1653, les instruccions donades a una flota britànica que navegava per trobar-se amb Lord Willoughby a Barbados, que en aquell moment era la seu del govern colonial anglès a la regió, van escriure el nom de la colònia Surinam; aquesta continuaria sent l'ortografia estàndard en anglès. Una carta reial de 1663 deia que la regió al voltant del riu s'anomenava "Serrinam".

## Navegació
Per a la importació i exportació, el Surinam és, amb diferència, el riu més important del país. No només tots els vaixells que transporten bauxita, òxid d'alumini i alumini surten de Surinam pel riu, sinó que gairebé tots els vaixells que transporten materials vitals per a Surinam entren al país a Braamspunt per descarregar les seves càrregues als ports de Paramaribo (immediatament al sud del centre de la ciutat), o els ports de Smalkalden i Paranam, uns 30 km de Paramaribo, que són vitals per a la indústria de l'alumini. Durant la Segona Guerra Mundial, el vaixell de càrrega Goslar Lloyd del nord d'Alemanya de 6.000 tones va ser enfonsat al Surinam per evitar que caigués en mans dels aliats. El naufragi no ha estat mai retirat i es manté visible al mig del riu.

## Ponts
L'any 2000, el pont Jules Wijdenbosch de Paramaribo va ser inaugurat oficialment pel president, que havia encarregat la construcció del pont i a qui porta el nom. El pont permet l'accés a la part oriental del país. A Carolina, aproximadament 50 km al sud de Paramaribo, un pont de fusta travessa el riu.

## Recreació
Prop de Domburg, s'ha creat una platja artificial de sorra blanca al llarg del riu Surinam. La franja d'aigua contigua ha estat protegida amb xarxes per permetre banyar-se a les aigües infestades de piranyes. Com a resultat d'això i de les instal·lacions recreatives associades, White Beach és una destinació popular de cap de setmana.

## Galeria

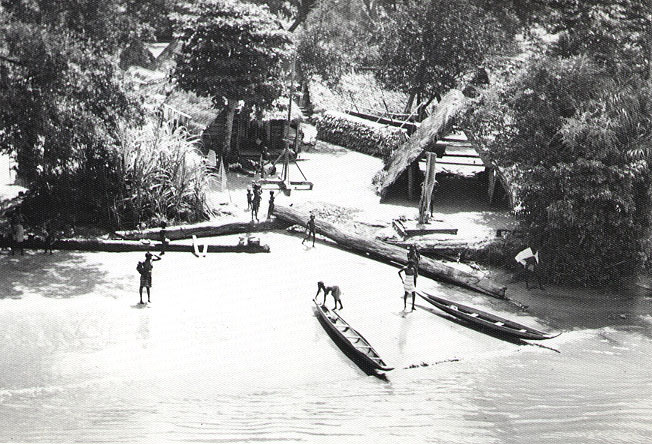
Canoes al poble de Maroon, riu Surinam, 1955
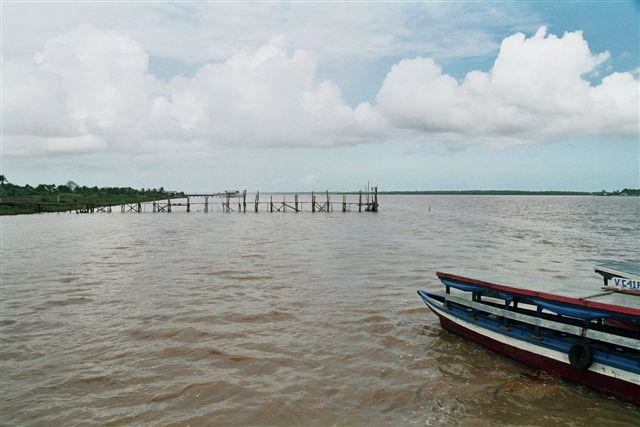
Riu Surinam a Leonsberg, Paramaribo
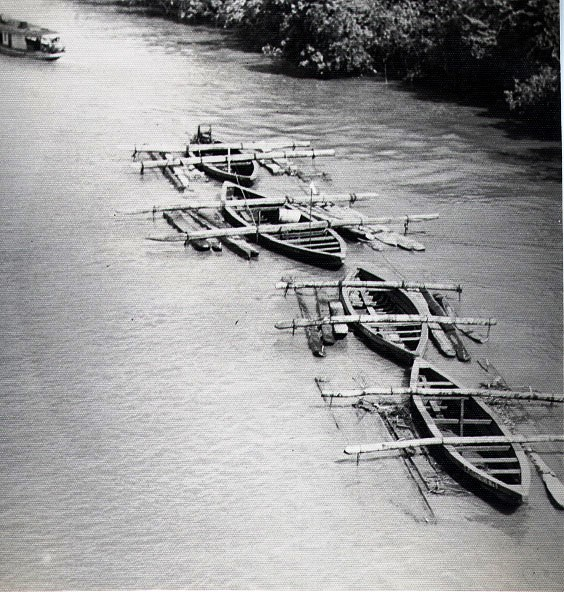
Troncs de fusta dura transportats pel riu Surinam el 1955
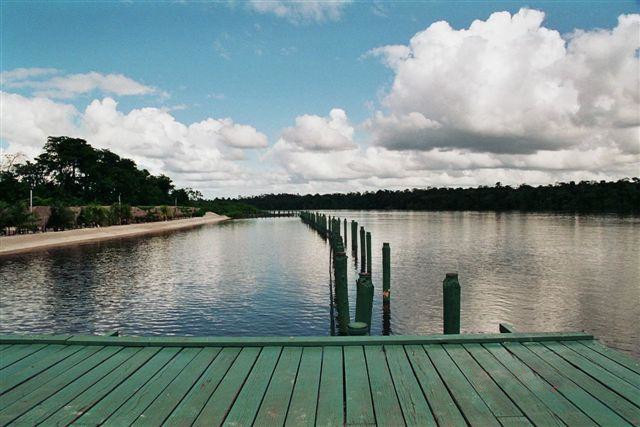
Mirant riu avall a White Beach